# Vladimir Pétchérine
Œuvres principales
Apologia pro vita mea (première parution complète en russe en 1989)
Vladimir Sergueïévitch Pétchérine (en russe : Владимир Сергеевич Печерин), né le 27 juin 1807 à Velyka Dymerka (Empire russe, Ukraine actuelle) et mort le 17 avril 1885 à Dublin, est un écrivain et prêtre catholique russe. Professeur à l'université de Moscou, puis religieux dans l'ordre Rédemptoriste, ses écrits politiques et autobiographiques, ses poèmes et ses lettres en font une figure importante de l'occidentalisme. Premier émigré politique russe, il est aussi considéré comme l'un des premiers dissidents et transfuges russes.

## Jeunesse et formation
Vladimir Pétchérine naît à Velyka Dymerka le 27 juin 1807 d'un père militaire, Sergueï Panteleïmonovitch Pétchérine, et d'une mère d'origine polonaise, Pélagie Petrovna Simonovskaya; et est baptisé dans l'Église orthodoxe russe. Balloté de garnison en garnison, il ne développe aucun sentiment d'appartenance nationale ou régionale, se disant plus tard « homme sans terre ». La cruauté de son père envers sa mère et les domestiques développe précocement en lui un sens aigu de la justice, et un rejet de la tyrannie. Il apprend le français alors qu'il est âgé d'une dizaine d'années, dans la région de Smolensk. Les premières lectures à le marquer sont les Histoires saintes du pasteur suisse Jean Hübner, et les Conversations de Jean Chrysostome, dont il fait la lecture à voix haute à sa mère. En 1821, son précepteur allemand Wilhelm Kessmann lui fait découvrir L'Émile et l'initie à la pensée critique, lui révélant ses accointances avec le cercle d'officier instigateurs de l'insurrection décabriste. Le jeune Pétchérine se passionne pour la cause libérale, et l'échec de la révolte est pour lui une grande déception. Il lit entre autres le Discours sur l'Histoire universelle de Bossuet et La Henriade de Voltaire. Un vieux prêtre orthodoxe, pour lequel il exprime son affection dans son œuvre postérieure, lui enseigne par ailleurs le catéchisme. Le suicide de Kessman reste le souvenir de jeunesse le plus douloureux de Pétchérine.
En 1825, âgé de 19 ans, Pétchérine se rend à Saint-Pétersbourg pour y être employé comme clerc de bureau. En 1829, il entre à l'université afin d'y suivre un cursus en lettres classiques, durant lequel il sert de secrétaire au byzantinologue Gustav von Rosenkampff (de). C'est de cette période que datent ses premières productions littéraires, la traduction de poèmes de Schiller.

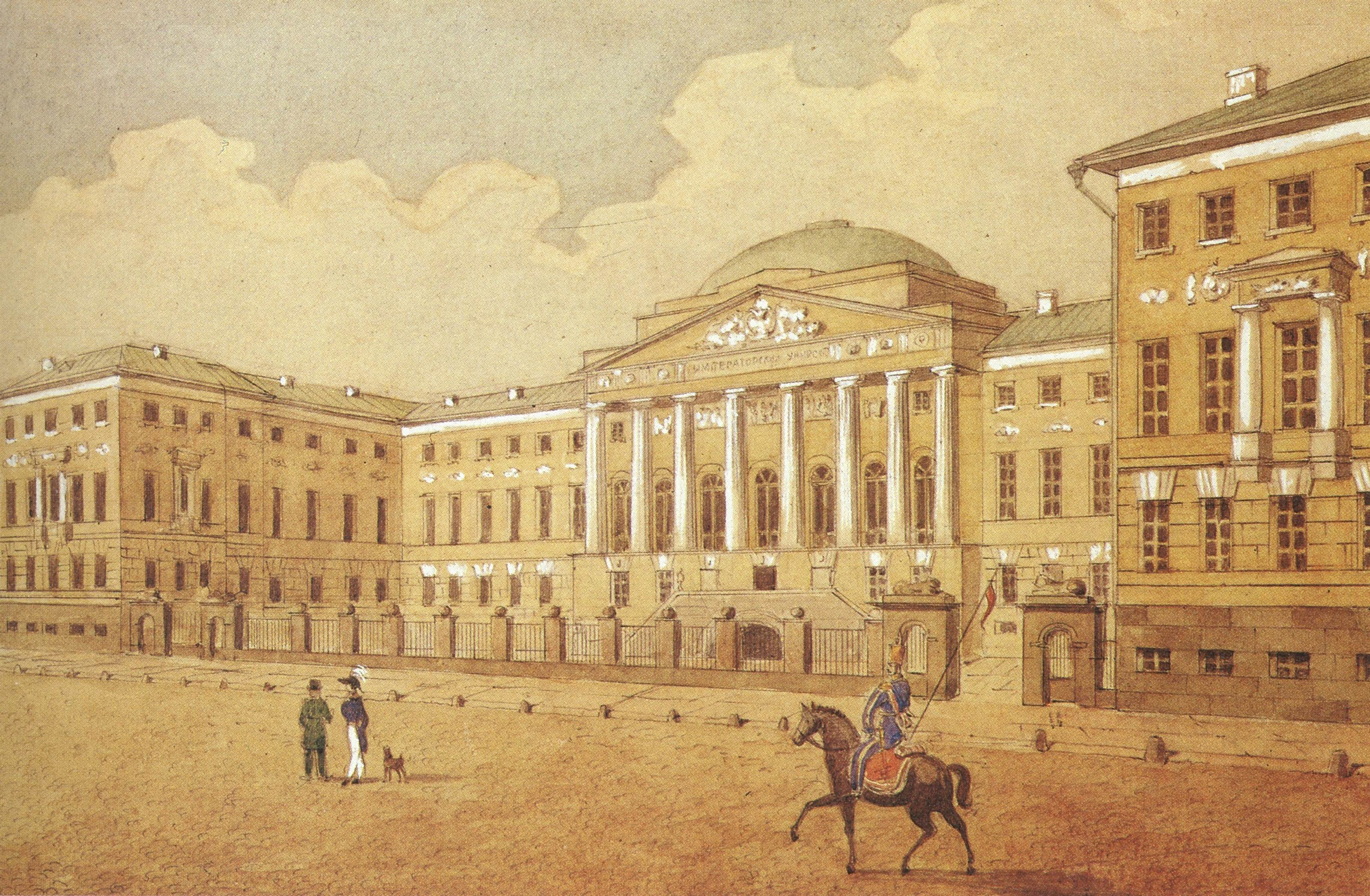
L'université de Moscou dans les années 1820.

Au terme d'un brillant cursus, il est envoyé en 1833 à Berlin par le ministre de l'instruction publique Sergueï Ouvarov, en compagnie d'une élite de jeunes diplômés. Il en profite pour visiter l'Allemagne, la Suisse, Vienne et Prague. Ce séjour lui permet de découvrir Hegel et Shakespeare, et d'écrire une tragédie, Voldemar. Durant ce séjour, il adhère aux idées du socialisme utopique, lisant Henri de Saint-Simon, Pierre Leroux, Jules Michelet et George Sand. C'est de la période berlinoise que datent les vers les plus connus, et cités, de Pétchérine: « Qu’il est doux de haïr sa patrie / Et d’attendre avidement sa destruction. / Et de voir dans la ruine de sa patrie / L’aurore de la renaissance universelle ».
De retour à Saint-Pétersbourg en 1835, y obtient son doctorat, et enseigne durant six mois la littérature grecque à l'université à la grande satisfaction des étudiants qui apprécient son enseignement. Mais en 1836, à l'approche de son premier congé estival, l'idée d'aller rejoindre sa famille à Odessa lui répugnant, Pétchérine quitte la Russie sous prétexte d'une affaire matrimoniale. Exilé politique, se faisant passer pour un réfugié polonais, il rejoint Bâle, puis Lugano, Zürich, Nancy, Metz, et finalement Liège. Il vit dans la plus grande pauvreté, cherchant une communauté où il puisse servir l'humanité. Il fréquente alors les révolutionnaires italiens, les saint-simoniens, et les partisans de Babeuf.

## Conversion
Entre 1838 et 1840, Vladimir Pétchérine vit à Liège, où il fréquente les cérémonies religieuses catholiques par attrait pour la musique qui y est jouée. Sur la demande du pasteur de l'église Réformée, il traduit en français la Vie de Jésus de David Strauss. En août 1840, il assiste par curiosité à une neuvaine commémorant la canonisation d'Alphonse de Liguori, fondateur de l'ordre Rédemptoriste. Les neuf prédications quotidiennes du père Charles Manvuisse font sur lui un tel effet qu'il lui demande de l'instruire dans la foi catholique, et de le recevoir dans l'Église romaine.
Le 10 septembre 1840, dans le village belge de Saint-Trond, après 4 ans passés à parcourir l'Europe occidentale, Pétchérine devient catholique romain, religion qu'il n'ignore pas : Sa mère, d'origine polonaise, est probablement catholique, mais la législation russe de l'époque lui interdit d'élever son enfant dans cette religion. Il éprouve le besoin de justifier cette démarche dans de nombreuses lettres aux intellectuels occidentalisants. Il rejoint dans son itinéraire d'autres convertis de la haute société russe, comme Piotr Tchaadaev ou Ivan Gagarine, avec qui il reste par ailleurs en contact épistolaire tout au long de sa vie.

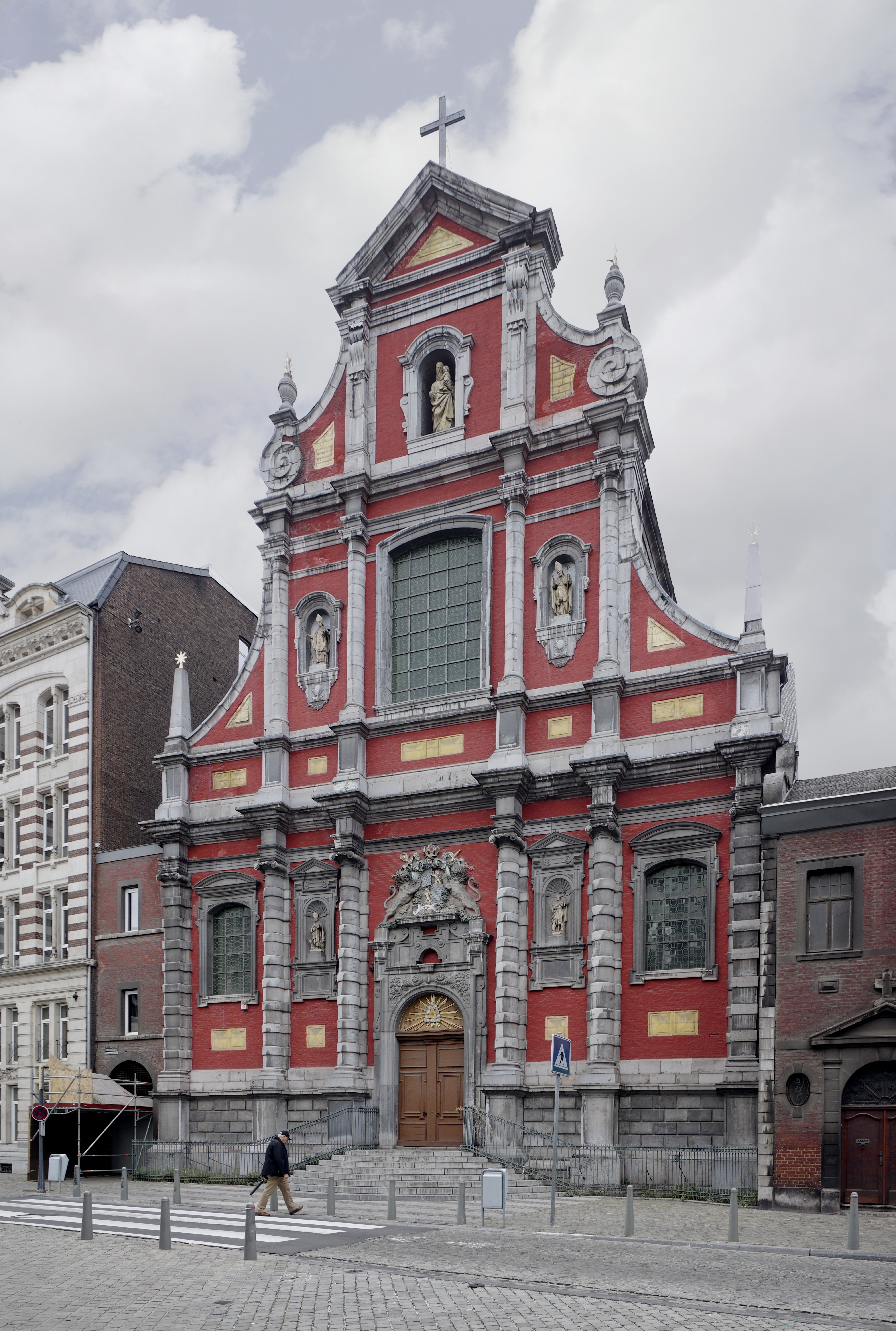
L'église des Rédemptoristes de Liège.

Dans une lettre adressée à Fédor Tchijov, Vladimir Pétchérine donne comme première raison de sa conversion le faible niveau moral et religieux qui est selon lui prévalent dans la société comme dans le clergé russe : « II m'était impossible de rester en Russie pour trois raisons. La première : la religion. Aller jeûner sur ordre et communier aux saints mystères sans foi et de façon sacrilège ? Je ne pouvais m'abaisser jusque-là : cela me semblait une infamie, source de toutes les infamies. Je m'en serais tiré la première année, mais ensuite mon abstention aurait été remarquée et j'aurais été obligé de me soumettre à ce rite ». La deuxième raison est son attirance pour le mysticisme chrétien. En 1833, il découvre les Paroles d'un croyant de Félicité de La Menais qui sont pour lui « la révélation d'un nouvel Évangile ». Il est aussi influencé par Pierre Leroux, Saint-Simon, et même Jules Michelet et George Sand, chez qui il discerne un fond de mysticisme. La troisième raison est de nature politique, son aversion pour l'autoritarisme de l'empereur Nicolas Ier et l'inféodation de la religion à l'État : « Une de mes raisons était une peur exagérée de la Russie, ou plutôt de Nicolas ». Pétchérine est attiré par l'indépendance que l'Église catholique cultive envers les autorités politiques, et son universalité. Ces positions expliquent aussi sa grande sympathie pour le soulèvement polonais de 1861 contre l'occupation russe. Il écrit ainsi en 1861 à Nikolaï Ogarev : « Reconnaissez au moins qu'en Pologne la foi catholique est la source principale des actions héroïques du peuple ».
Devenue publique, la conversion de Pétchérine lui occasionne des difficultés avec le gouvernement russe : Le tsar Nicolas Ier le fait rechercher par toutes les ambassades occidentales. Lorsqu'il est retrouvé à Falmouth en 1845, le consul russe lui délivre un arrêté le déchéant de sa nationalité russe et le privant de tous ses droits civiques.

## Vie religieuse et ministère
De son éducation orthodoxe, Pétchérine garde un certain antijésuitisme, qui lui fait réagir vivement à la suggestion du père Manvuisse de rejoindre la compagnie de Jésus. Il choisit plutôt les Rédemptoristes, au contact desquels il en est venu au catholicisme. L'option fondamentale de cet ordre pour le travail missionnaire parmi les couches les plus humbles de la société rencontre son propre intérêt pour les questions sociales. Il a en outre un très grand attrait pour la solitude de la cellule monacale.
Admis au noviciat de Saint-Trond, il prononce ses vœux religieux le 26 septembre 1841, et est ordonné prêtre à Liège le 10 septembre 1843. Cette décision consterne ses amis demeurés en Russie, au premier rang desquels se trouve Alexandre Herzen. L'ordre Rédemptoriste envoie d'abord Pétchérine au studentat de Wittem où il enseigne aux novices, puis à Bruges, où il donne des conférences en allemand, français et anglais, prêche, et enseigne les moniales Rédemptoristines. À Herzen, qui lui reproche de se soumettre à la discipline d'un ordre religieux, il répond : « Les chaînes dont on s'est volontairement chargé, on peut aussi les abandonner volontairement. Ce n'est pas la même chose qu'être enfermé dans une cage et se heurter vainement à ses grilles de fer ».
En janvier 1845, il est envoyé comme missionnaire en Angleterre, au moins en partie pour le soustraire aux recherches de la police russe. Résidant d'abord à Falmouth, il rejoint Clapham en 1848, et participe à de nombreuses missions populaires en Angleterre et en Irlande. Alexandre Herzen lui rend visite en 1853. En 1856, John-Henry Newman, futur cardinal, l'invite à prêcher à l'université catholique qui vient d'être fondée à Dublin. Il passe 20 ans à exercer en Irlande, mais manifeste cependant toujours un attachement constant envers la Russie et un grand intérêt les évènements s'y déroulant. Il écrit ainsi à Ogarev : « Ne me privez pas du droit de me dire Russe parce que je suis un prêtre catholique ».
À partir de Limerick où il réside, son ministère de prédicateur le conduit à parcourir l'Irlande, où il est aimé des fidèles et le leur rend bien. Dans la pauvreté de la plèbe irlandaise en proie à la famine, il ne peut manquer de reconnaître une profonde affinité avec ses propres compatriotes russes. En 1855, il prêche une mission à Kingstown, laquelle comprend un autodafé de littérature licencieuse. Le contenu de deux brouettes de publications est ainsi brûlé le 5 novembre 1855, jour qui est aussi incidemment le 250e anniversaire de la conspiration des Poudres. Dans le contexte de relations interconfessionnelles difficiles qui règne alors en Irlande, certains spectateurs voient ou croient voir des Bibles protestantes dans le bûcher, ce qui cause un scandale, aggravé par le type de publications auquel ces Bibles auraient été mêlées. Un procès largement suivi en découle, qui conduit à l'acquittement de Vladimir Pétchérine. C'est le dernier procès pour blasphème de l'Histoire en Irlande.

## Dernières années
En 1859, l'ordre Rédemptoriste envoie le père Pétchérine à Rome, afin d'y prêcher les dimanches de Carême aux anglophones de la ville. Il est alors profondément déçu par le clergé romain, et estime que la puissance temporelle du pape doit être abolie. Cela déclenche en lui une crise spirituelle, qui débouche sur son retrait de l'ordre, tout en restant prêtre. Redevenu selon ses mots « un cosaque en liberté », il aspire à plus de silence et de pauvreté. Il tente d'abord d'entrer à la Grande Chartreuse, puis à la Trappe de Mount Melleray, en Irlande, mais n'y reste que 6 mois, incapable de se priver de rapports avec le monde intellectuel. Il demande alors sa réintégration à l'ordre Rédemptoriste, qui lui est refusée.

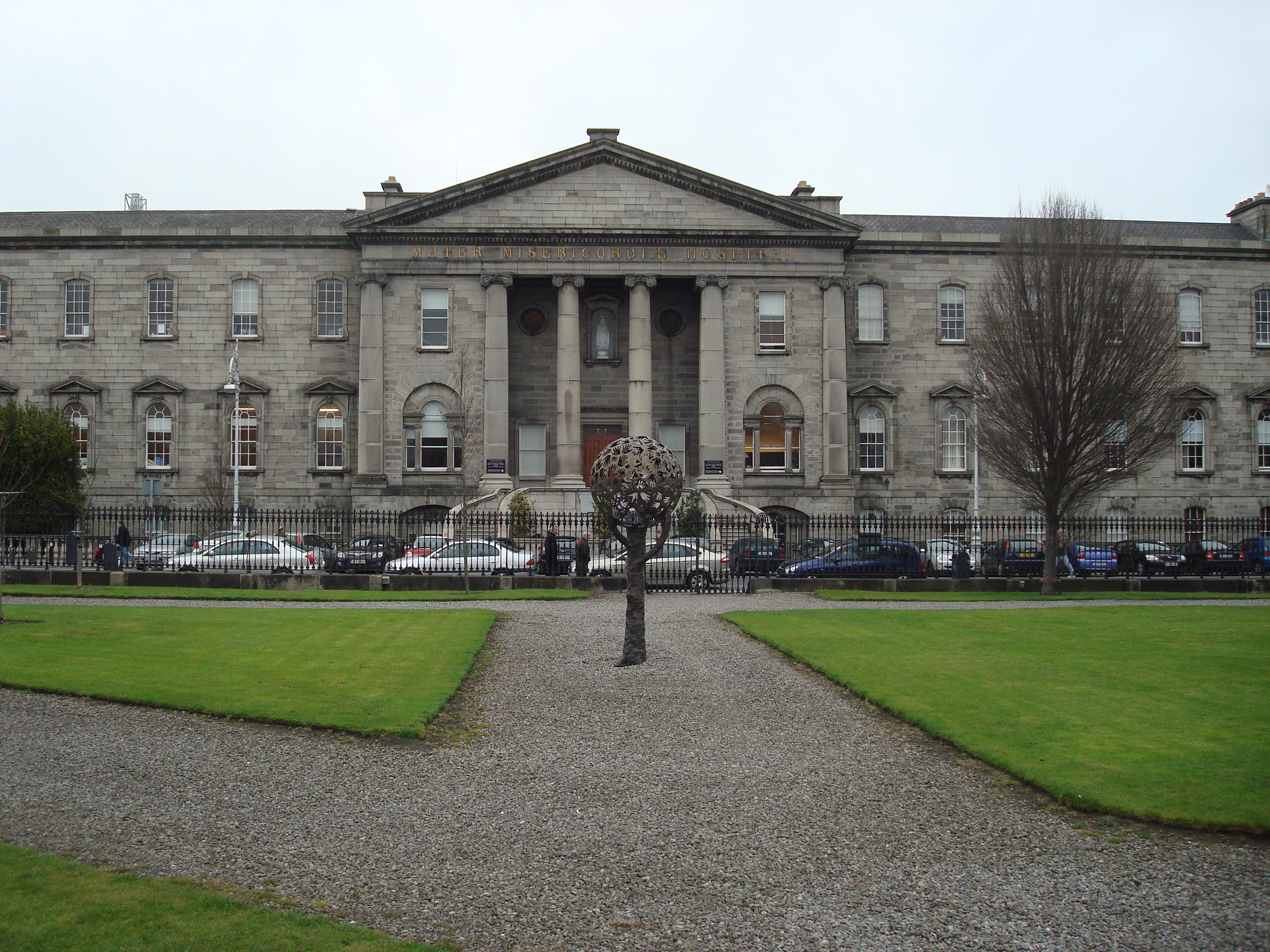
L'hôpital Mater Misericordiae de Dublin.

Le soutien du cardinal Paul Cullen lui permet d'être nommé aumônier de l'hôpital Mater Misericordiae de Dublin fondé par les sœurs de la Miséricorde. Il y trouve le genre de vie qu'il désire, faite de solitude, de travaux intellectuels, et de service auprès des pauvres et des souffrants. Il passe ainsi les 23 dernières années de sa vie, et restant philologue dans l'âme, il apprend le sanskrit, l'hébreu, l'arabe et le persan. À la fin de sa vie, il maîtrise 18 langues. Les réformes politiques d'Alexandre II éveillent à cette époque en lui l'espoir de transformations positives dans son pays natal.
Son ami Fédor Tchijov l'encourage à écrire son autobiographie. Conscient de la réputation de traître et de la légende noire de moine au service de la papauté qui est attachée à son nom en Russie, il y a pour objet de se justifier, tout en étant conscient que ses opinions libérales sont difficilement recevables dans son pays d'origine. Inspiré par l'Apologia Pro Vita Sua de Newman, il donne à ses mémoires le titre d'Apologia pro vita mea, titre qu'il explique à Tchijov dans une lettre du 13 août 1871 : « Cette Apologia pro vita mea est une sorte de testament spirituel, ma défense face à la Russie, surtout face à la jeune génération. Quel que doive être le destin de ces notes, il me semble qu’elles peuvent être un objet curieux d’investigation psychologique ». Il y croque avec ironie fonctionnaires russes ampoulés et religieux rédemptoristes compassés, gardant toutefois une certaine autodérision, et terminant son manuscrit par la phrase : « Eh bien quoi? Est-ce encore amusant? Vous avez peut-être baillé? ».
Vladimir Pétchérine meurt à Dublin le 17 avril 1885, déçu de la hiérarchie ecclésiastique et du catholicisme politique, mais fidèle à sa foi : Il ne cesse jamais dans ses dernières années d'assumer avec la plus grande diligence ses obligations sacerdotales, et reçoit les derniers sacrements de son ancien confrère rédemptoriste Henry Harbison. Lors de la toilette mortuaire, les assistants découvrent sur lui un cilice. Il est enterré au cimetière de Glasnevin, et son corps est transféré dans la tombe des Rédemptoristes du cimetière de Dean's Grange en 1991.

## Postérité
Une Vie de Pétchérine, œuvre de Mikhaïl Guerchenzon (en), paraît en 1910. Fédor Tchijov, dépositaire du manuscrit des mémoires de Vladimir Pétchérine, ne parvient pas à les faire paraître en 1872 à cause de la censure, et les conserve jusqu'à sa mort . Elles ne sont publiées qu'en 1932 sous le nom de Mémoires d'outre-tombe par Lev Kamenev, d'après une édition préparée par Guerchenzon, et en pratiquant des coupes dans le texte. La première parution complète en langue russe date de 1989, et de 2008 en langue anglaise. De larges extraits en langue française sont donnés dans la revue des Rédemptoristes en 2004 par l'historien Jean Béco.
Pétchérine est le type de l'intellectuel errant russe, repris notamment dans la littérature par Fiodor Dostoïevski, qui le prend pour modèle du personnage de Versilov dans L'Adolescent.